# Camí de la Mà Esquerra i Camí de la Mà Dreta
Els Camins de la Mà Esquerra i de la Mà Dreta, també denominat Trajectes o Senders (en anglès Left Hand Path/Right Hand Path), es refereix a un terme generalment utilitzat en cercles esotèrics i màgics de difícil definició, ja que poden tenir diferents connotacions. Generalment, se'ls presenten com a oposats per nocions ideològiques i polítiques diametralment contràries.

El pentacle invertit es fa servir, sovint, per representar el domini de la matèria per sobre l'esperit, així com els instints animals a l'individu.

Hi ha diferents definicions respecte al significat del terme. Alguns ocultistes com Helena Blavatsky ho associen com dos termes antagònics, referint-se el Camí de la Mà Dreta a la màgia blanca i el de la Mà Esquerra a la màgia negra. Altres ocultistes, però, consideren que aquesta visió és reduccionista i que la Mà Esquerra no necessàriament és sinònim d'una conducta immoral, anti ètica o maligna.

El pentacle és un símbol esotèric que representa la superioritat de l'esperit sobre els quatre elements, i representa així la importància d'una vida espiritual per sobre de les consideracions materials.

Altres estetistes consideren que, en realitat, la diferència entre ambdues postures rau més en un context social. Les tradicions de la Mà Dreta evitarien el tabú, mantenint l'statu quo dins una societat, sense trencar els seus valors essencials, amb pràctiques espirituals altruistes que emfatitzarien el misticisme, el despreniment del material, l'ús ètic de la màgia davant de qualsevol circumstància i el benestar col·lectiu sobre l'interès individual. Mentre que les tradicions de la Mà Esquerra posarien èmfasi en la ruptura dels tabús socials com una forma d'alliberament, per exemple, menjant carn en societats vegetarianes o amb pràctiques sexuals i iconografia satànica en cultures cristianes i conservadores, de manera que amb aquest trencament s'assoleixi una "alliberament psicològic". Així mateix, a la Mà Esquerra es prioritzaria sobre el benestar personal des d'una perspectiva fortament individualista avantposant els èxits i la satisfacció de l'individu per sobre qualsevol altra consideració ètica, social o espiritual com ho serien el benestar col·lectiu o la renúncia espiritual si aquests xoquessin amb les metes de l'individu. Des d'aquesta perspectiva els practicants de la Màgia de la Mà Esquerra consideren que les seves pràctiques religioses, màgiques i esotèriques no són malignes, ja que no estan disposats a causar danys o fer mal a altres gratuïtament, llevat si això fos estrictament necessari per aconseguir els seus objectius. Així mateix, la cooperació entre individus, la renúncia a activitats vicioses, lúdiques, hedonistes o materialistes i el comportament ètic - moral són també practicats pels seguidors del Camí de la Mà Esquerra, sempre que serveixi per al compliment dels seus propòsits individuals.

## Tradicions de la Mà Dreta i de la Mà Esquerra
Com a tradicions de la Mà Dreta usualment s'inclou a la teosofia, a la francmaçoneria, a la Thelema, al rosacreuisme, a gairebé totes les religions neopaganes com la Wicca, el druidisme i l'Asatrú. Alguns autors inclouen en aquesta classificació a les filosofies, religions i pràctiques místiques orientals tant esotèriques com exotèriques del budisme, l'hinduisme, el taoisme i el jainisme. I fins i tot d'altres, com Dione Fortune, hi inclouen les religions abrahàmiques com el judaisme, el cristianisme i l'Islam.
Pel que fa a les tradicions de la Mà Esquerra, generalment se sol incloure a la màgia del caos, a l'Ordre Tifoniana, a determinats corrents neopagans europeus com la germànica Svarte Aske o l'eslava Shuynyy Put, a la majoria de les religions afroamericanes com el vodú o la santeria, a certes branques tàntriques heterodoxes de les religions tradicionals com els Aghori i els Thugs de l'hinduisme i la tradició Drukpa del budisme, així com totes les formes de satanisme tals com l'Església de Satan, el Temple de Set, la Dragon Rouge, l'Ordre dels Nou Angles, el satanisme tradicional, etc.
Cal apuntar, però, que els practicants de la màgia del caos solen considerar-se a si mateixos neutrals respecte a la mà esquerra o mà dreta, ja que en disposar de les (meta)creences com a eines màgiques flexibles i no com a font d'idees rígides i estables, se situarien en un costat o en l'altre d'acord amb la seva conveniència, la qual cosa, això no obstant, no contradiu l'individualisme defensat per la mà esquerra.

## Origen del terme
La tradició hindú del Vamachara (que literalment significa Camí de la Mà Esquerra en sànscrit) es remunta a èpoques molt antigues i consistia en la pràctica d'activitats prohibides per les religions dominants de l'Índia com l'hinduisme, el budisme i el sikhisme en forma ritual, com a mitjà per assolir la il·luminació. Aquesta ruptura pot ser molt complexa, però en la seva essència més bàsica es refereix a realitzar les "Cinc M" és a dir Madya (beure licor), Mamsa (menjar carn), Matsya (menjar peix), Mudra (menjar cereal) i Maithuna (tenir relacions sexuals). La pràctica oposada és el dakshinachara, terme sànscrit que usualment es tradueix com a Camí de la Mà Dreta i es refereix a la pràctica ortodoxa de la religió i el tantra indis. Posteriorment, l'ús d'aquesta terminologia es va fer popular a l'esoterisme occidental.

## Característiques
Usualment, les religions i escoles esotèriques de la Mà Dreta es caracteritzen per la seva actitud devocional, el seu èmfasi en la naturalesa espiritual de l'ésser humà fomentant la renúncia i el despreniment de què és material en diversos graus de rigorositat, així com una ètica molt estricta amb prohibicions molt específiques i amb la creença en conceptes com la Llei del Retorn, el Karma, l'Orlog, etc., és a dir, conceptes que suggereixen que totes les accions bones o dolentes seran pagades acordament. També tendeixen a emfasitzar el benestar comunitari sobre l'individual.
Per contra les religions, ordres i tradicions de la Mà Esquerra promouen una mentalitat més individualista i gens devocional, identificant-se a si mateixos amb les deïtats en lloc de “adorar-les”, deixant a criteri de l'individu el maneig del materialisme i l'aferrament cap al que és mundà i carnal i fomentant la llibertat individual i primant un egocentrisme raonable per sobre consideracions ètiques, socials o culturals. La seva creença en les conseqüències del karma (i conceptes similars) varia de grup en grup des d'aquells que no creuen que hi hagi cap premi o càstig per les accions de la persona, fins a aquelles que sí que creuen que existeixin, però que aquest pot ser controlat per l'individu depenent de la motivació de la seva ment.
En general, molts seguidors del Camí de la Mà Esquerra consideren que les seves pràctiques no són malignes, simplement són intencionalment xocants per a la societat majoritària. Així, per exemple, mentre la wicca pot semblar una religió polèmica per a moltes persones conservadores, en general és una religió que pel seu èmfasi en el comportament ètic-moral, l'espiritualitat i certs valors com l'amor, la igualtat social i l'ecologisme li permet gaudir de certa acceptació per amplis sectors de la societat. Per contra, les religions de la Mà Esquerra, com el satanisme a occident o els aghori a orient, generalment són molt més polèmiques i rebutjades pels ortodoxos.
L'ocultista Andrew Chumbley rebutja l'ús dels termes per simplista considerant que no tenen objectivitat en ser aplicats. Els tabús i trencaments socials depenen de país a país i de cultura en cultura. Així per exemple, mentre a l'Índia menjar carn i beure alcohol seria molt mal vist i qualsevol grup religiós que ho fomenti seria considerat vamachara, el consum de carn i alcohol difícilment seria vist com a "satànic" a occident. Per altra banda, adorar molts déus i practicar màgia sexual seria vist com quelcom prohibit i demoníac en algunes societats occidentals mentre que a l'Índia i alguns països budistes és una pràctica religiosa molt comú.